# Tsarevitj Prosja
Tsarevitj Prosja (russisk: Царевич Проша) er en sovjetisk spillefilm fra 1974 af Nadesjda Kosjeverova.

## Medvirkende
- Sergej Martynov som Prosja
- Valerij Zolotukhin som Lutonja
- Tatjana Sjestakova
- Jevgenij Tilitjejev
- Valerij Nosik som Okh